# Borów (gemeente)
De gemeente Borów is een landgemeente in het Poolse woiwodschap Neder-Silezië, in powiat Strzeliński.
De zetel van de gemeente is in Borów (Markt Bohrau).
Op 30 juni 2004 telde de gemeente 5267 inwoners.

## Oppervlakte gegevens
In 2002 bedroeg de totale oppervlakte van gemeente Borów 98,66 km², waarvan:
- agrarisch gebied: 86%
- bossen: 5%

De gemeente beslaat 15,85% van de totale oppervlakte van de powiat.

## Demografie
Stand op 30 juni 2004:
| Omschrijving                   | Totaal | Totaal | Vrouwen | Vrouwen | Mannen | Mannen |
| ------------------------------ | ------ | ------ | ------- | ------- | ------ | ------ |
| eenheid                        | aantal | %      | aantal  | %       | aantal | %      |
| inwoners                       | 5267   | 100    | 2650    | 50,3    | 2617   | 49,7   |
| bevolkingsdichtheid (inw./km²) | 53,4   | 53,4   | 26,9    | 26,9    | 26,5   | 26,5   |

In 2002 bedroeg het gemiddelde inkomen per inwoner 1309,78 zł.

## Administratieve plaatsen (sołectwo)
Bartoszowa (Schönfeld), Boreczek (Wäldchen), Borek Strzeliński (Großburg), Borów (Markt Bohrau), Brzezica (Klein Bresa), Brzoza (Groß Bresa), Głownin (Glofenau), Jaksin (Jexau), Jelenin (Jelline), Kazimierzów, Kępino (Kampen), Kojęcin (Baumgarten), Kręczków (Krentsch), Kurczów (Kurtsch), Ludów Śląski (Deutsch Lauden), Mańczyce (Manze), Michałowice, Opatowice (Ottwitz), Piotrków Borowski (Petrigau), Rochowice (Roßwitz), Siemianów (Tiefensee), Stogi (Reisau), Suchowice (Dürr Hartau), Świnobród (Schweinbraten) en Zielenice (Grün Hartau).
Zonder de status sołectwo : Boguszyce (Bogschütz) en Uniszów (Karolinenhof).

## Aangrenzende gemeenten
Domaniów, Jordanów Śląski, Kobierzyce, Kondratowice, Strzelin, Żórawina